# Dominic Fritz
Dominic Samuel Fritz (Lörrach, 1983. december 28. –) német politikus, 2020-tól Temesvár polgármestere. 

## Élete
Tanár házaspár gyermekeként született, hét testvérével együtt nőtt fel Görwihlben. Politológiát tanult Németországban, Franciaországban és Nagy-Britanniában. 2009 és 2012 között a Német Társaság a Nemzetközi Együttműködésért (GIZ) tanácsadójaként dolgozott. 2016 és 2019 között Horst Köhler volt német államfő tanácsadója és kabinetfőnöke volt.
Fritz először 2003-ban járt Temesváron, hogy önkéntesként dolgozzon egy Berno Rupp atya által vezetett helyi árvaházban. Munkájával a következő években is Temesvárhoz kötődtött: évente többször is visszatért különböző szociális és kulturális tervek megvalósítására, majd lakást is vásárolt Temesvár józsefvárosi részén.
A romániai politikával 2017-től kezdett el foglalkozni, amikor a PSD-kormány törvényesíteni akarta a korrupciót, több tízezer temesvárival együtt ő is utcára vonult tüntetni, majd belépett a Mentsétek meg Romániát Szövetség (USR) pártjába. Az USR temesvári polgármester-jelöltje lett a 2020-as romániai helyhatósági választásokon. Fritz - mivel nem román állampolgár - annak köszönhetően tudott elindulni a polgármesterségért, hogy egy jogszabály lehetővé tette, hogy 2015 után bármely EU-s állampolgár indulhasson polgármesteri pozícióért Romániában, amennyiben lakosa annak a településnek. Jelöltségét a Romániai Német Demokrata Fórum bánsági szervezete is támogatta.
A 2020. szeptember 27-i választásokon Dominic Fritz a szavazatok 54,88%-át kapta meg, így ő lett Temesvár polgármestere.
Németül, románul, angolul és franciául beszél.